# دارجا شواجگر
دارجا شواجگر (متولد ۱۶ ژوئن ۱۹۶۵ در ماریبور، جمهوری سوسیالیستی اسلوونی، جمهوری فدرال سوسیالیستی یوگسلاوی) یکی از محبوب‌ترین خوانندگان اسلوونی است که شاید در سطح بین‌المللی بیشتر به دلیل حضور کشورش در مسابقه آواز یوروویژن شناخته شده است. موسیقی در دوران کودکی وارد زندگی او شد.

## آلبوم‌ها
- ۱۹۹۴: در آغوش شب
- ۱۹۹۵: پریسلوهنی می
- ۱۹۹۸: لحظات
- ۱۹۹۹: هزار سال دیگر
- ۱۳۸۰: پلامنی
- ۲۰۰۵: بهترین بازدیدها
- ۲۰۰۸: موجی ابرازی
- ۲۰۱۳: موجی ابرازی